# Мельников, Александр Тихонович (адмирал)
Александр Тихонович Мельников (26 мая 1912 — 27 мая 1977) — советский военный деятель, контр-адмирал-инженер, участник советско-финской и Великой Отечественной войн.

## Биография
Александр Тихонович Мельников родился 26 мая 1912 года в посёлке Бежица (ныне — в черте города Брянска). В 1935 году окончил три курса Ленинградского индустриального института. В том же году был призван на службу в Военно-морской флот СССР. В 1939 году с отличием окончил артиллерийский факультет Военно-морской академии имени К. Е. Ворошилова, после чего остался адъюнктом на этом же факультете. Участвовал в советско-финской войне.
С приближением немецких войск к Ленинграду назначен состоять при уполномоченном начальника Военно-морской академии в качестве начальника лабораторного оборудования. В декабре 1941 года возглавил 1-е отделение 10-го отдела Артиллерийского научно-исследовательского морского института Военно-морского флота СССР. Руководимое им подразделение разрабатывало технику морской стрельбы. С февраля 1942 года был старшим преподавателем на курсах усовершенствования командного состава Балтийского флота. В июле того же года вернулся в морской институт, возглавлял различные его отделы.
После окончания войны продолжал службу в Военно-морском флоте СССР. На протяжении многих лет был заместителем начальника Артиллерийского научно-исследовательского морского института Военно-морского флота СССР. В 1959—1961 годах являлся начальником Института № 4 ВМФ СССР, а в 1961—1962 годах — начальником Научно-исследовательского института вооружения ВМФ в Ленинграде. С октября 1962 года возглавлял факультет вооружения Военно-морской академии. В ноябре 1969 года был уволен в запас. Умер 27 мая 1977 года, похоронен на Северном кладбище Санкт-Петербурга.

## Награды
- Орден Красного Знамени (30 декабря 1956 года);
- Орден Красной Звезды (15 ноября 1950 года);
- Орден «Знак Почёта» (26 июня 1959 года);
- Медали «За боевые заслуги» (10 ноября 1945 года), «За оборону Ленинграда» и другие медали.